# Mariene ecoregio Westelijke Caraïben
De Mariene ecoregio Westelijke Caraïben (68) (Engels: Western Caribbean marine ecoregion) is een biogeografische regio en ligt in het westen van de Atlantische Oceaan in de Mariene provincie Tropische Noordwestelijke Atlantische Oceaan (12) in het Marien rijk Tropische Atlantische Oceaan. De mariene ecoregio is vastgesteld door het World Wide Fund for Nature en The Nature Conservancy en is vernoemd naar de Caraïben.
In het noorden grenst het gebied aan de mariene ecoregio Zuidelijke Golf van Mexico (69), in het oosten aan de mariene ecoregio Grote Antillen (65) en in het zuidoosten aan de mariene ecoregio Zuidwestelijke Caraïben (67).

## Geografie
De mariene ecoregio ligt in het westen van de Atlantische Oceaan voor de oostkust van het oosten van Mexico, voor de oostkust van Belize, voor de noordoostkust van Guatemala en voor de noordkust van Honduras. Het gebied strekt zich uit van de Straat Yucatán bij het noordoostelijke uiteinde van het Yucatán ten noorden van Cancún tot aan Santa Rosa de Aguán in Honduras en omvat onder andere de wateren rondom het eiland Cozumel, de Bocht van Chetumal en de Golf van Honduras.
Door het gebied stroomt de Caraïbenstroom.

## Biogeografie
Het gebied kent zeeleven dat houdt van tropische temperaturen.